# Calyptranthes discolor
Calyptranthes discolor är en myrtenväxtart som beskrevs av Ignatz Urban. Calyptranthes discolor ingår i släktet Calyptranthes och familjen myrtenväxter. IUCN kategoriserar arten globalt som starkt hotad. Inga underarter finns listade i Catalogue of Life.